# Pat Nevin
Pat Nevin, né le 6 septembre 1963 à Inverness (Écosse), est un footballeur écossais, qui évoluait au poste d'ailier à Chelsea et en équipe d'Écosse. 
Nevin a marqué cinq buts lors de ses vingt-huit sélections avec l'équipe d'Écosse entre 1986 et 1996.

## Carrière
- 1981-1983 : Clyde FC
- 1983-1988 : Chelsea
- 1988-1992 : Everton
- 1992-1997 : Tranmere Rovers
- 1997-1998 : Kilmarnock
- 1998-2000 : Motherwell

## Palmarès

### En équipe nationale
- 28 sélections et 5 buts avec l'équipe d'Écosse entre 1986 et 1996.

### Avec Chelsea
- Vainqueur du Championnat d'Angleterre de football D2 en 1984.